# Deuce (альбом The D.O.C.)
«Deuce» — третий студийный, и второй после аварии, альбом The D.O.C., с единственным синглом «The Shit», записанный совместно с участниками группы N.W.A. — MC Ren и Ice Cube, и с близкими друзьями Snoop Dogg и 6Two. Издан в 2003 году.

## Об альбоме
Изначально предполагалось, что Deuce будет полностью спродюсирован Dr. Dre, и выйдет под лейблом Aftermath Entertainment. Самого The D.O.C. на альбоме практически нет, по сравнению с его вторым студийным альбомом Helter Skelter, но скиты «My Prayer» и «Souliloquy» полностью звучат его голосом. Альбом в большей степени сфокусирован на представлении молодых, начинающих хип-хоп исполнителей, таких как U.P.-T.I.G.H.T., El Dorado, и 6Two.

## Список композиций
1. «Music Business»
2. «My Prayer»
3. «Big Dick Shit (Concrete Jungle)» (при участии: 6Two, Nate Dogg, Jazze Pha, U.P.-T.I.G.H.T.)
4. «A Lil' Dick Shit» (при участии: Dick Griffey)
5. «The ?hit» (при участии: MC Ren, Ice Cube, Snoop Dogg, 6Two)
6. «What Would You Do?» (при участии: 6Two, U.P.-T.I.G.H.T.)
7. «Psychic Pymp Hotline» (при участии: Dr. Dre, Mike Lynn)
8. «Gorilla Pympin'» (при участии: 6Two, Dr. Dre)
9. «Judgment Day» (при участии: 6Two)
10. «Souliloquy»
11. «Ghetto Blues» (при участии: 6Two)
12. «All in the Family» (при участии: El Dorado, N’Dambi)
13. «1-2-3 (Critical Condition)» (при участии: U.P.-T.I.G.H.T.)
14. «Touch of Blues»
15. «Mentally Disturbed» (при участии: 6Two)
16. «Safari West» (при участии: Greg Street, Lil' Rob, MC Breed)
17. «DFW» (при участии: 6Two, U.P.-T.I.G.H.T., El Dorado, Birdman)
18. «Simple as That» (при участии: 6Two, Jazze Pha)
19. «Playboy» (при участии: Erotic, Cadillac Seville, 6Two)
20. «Snoop Shit» (при участии: Snoop Dogg)